# (286) Iclea
(286) Iclea est un astéroïde de la ceinture principale.

## Description
(286) Iclea est un astéroïde de la ceinture principale découvert par Johann Palisa le 3 août 1889 à Vienne.

## Nom
L'astéroïde est nommé en référence à Icléa, personnage du roman Uranie de Camille Flammarion (1889),.